# Splitski nogometni podsavez
Splitski nogometni podsavez je nogometni savez koji je osnovan nakon Prvog svjetskog rata, 7. ožujka 1920. godine.
Prvi je predsjednik bio Vladimir Šore, a dužnost je obnašao do 1921. godine.
U početku, Savez je imao 12 verificiranih klubova: Hajduk, Jug, Uskok, Borac, Split (svi iz Splita), Junak, Rad (oba iz Sinja), Orkan iz Dugog Rata, Kosovo iz Solina, Komita iz Omiša, Trogir i Mogren iz Budve. 
Danas djeluje kao Nogometni savez županije Splitsko-dalmatinske županije

## Imena kroz povijest
- Splitski nogometni podsavez (7. ožujka 1920. − 1944., 13. siječnja 1952. − ožujak 1969.)
- Nogometni centar za oblast Dalmacije i Like (kolovoz 1948. − 13. siječnja 1952.)
- Nogometni savez općine Split (ožujak 1969. − 18. studenoga 1994.)
- Nogometni savez županije Splitsko-dalmatinske (18. studenog 1994. - danas)

## Povijest

### SNP između dva svjetska rata
Splitski nogometni podsavez, osnovan 7. ožujka 1920. g., djelovao je na području Dalmacije, uključujući i otoke, a do osnivanja Zetskog nogometnog podsaveza u Cetinju (1930.) i klubove Kotora, Tivta, Nikšića, Cetinja, Bara, Budve, Podgorice, Balšića, Berana i dijela područja Bosne i Hercegovine, Drvara i Livna. Poslije, 1939. godine, pod Splitski nogometni podsavez potpala je mostarska grupa s gradovima Mostar, Travnik, Čapljina i Ljubuški. Službeno glasilo Splitskog nogometnog podsaveza “Život”, u broju od 18. lipnja 1920. godine, objavio je popis 12 registriranih klubova na području SNP-a i to: NK Ulogen Budva,  JNK Orkan Dugi Rat, NK Junak Sinj, RNK Rad Sinj, JNK Borac Split, NK Hajduk Split, RNK Jug Split, JNK Split, JNK Uskok Split, JNK Ukok Vranjic, JNK Trogir, JNK Komita Omiš.
Odlučeno je da se za godinu 1920. odigra Proljetno prvenstvo. Odigravanje je započelo 22. ožujka 1920. susretom Splita i Borca, a završeno je krajem srpnja. Za natjecanje se prijavilo pet tadašnjih splitskih klubova: Hajduk, Jug, Split, Borac i Uskok. Prvu je utakmicu pratilo veći broj gledatelja. Kako donose tadašnji novinski izvještaji, igrači Borca nastupili su s igračima u dobi od 14 do 16 godina, pa je pobjeda pripala Splitu, a susret je vodio ing. Vjekoslav Ivanišević. Prvo mjesto osvojio je RNK Jug. Susrete su vodili: Vjekoslav Ivanišević, Ivan Ivačić, Bogumir Doležal, Luka Burić i Petar Dujmović.
Prvi osvajač prvenstva SNP bio je JSNK Jug, preteča današnjeg RNK Split, koji je odigrao sve utakmice bez poraza.
Drugo podsavezno prvenstvo započelo je u jesen 1920, a dovršeno je u proljeće 1921. Novi prvak je bio Hajduk, a Jugu je pripalo drugo mjesto.
Do početka Drugog svetskog rata podsavez je često mijenjao formu natjecanja, a u njegovom djelokrugu natjecali su se klubovi iz tadašnje Splitske, Dubrovačke i Zetske oblasti (od 1931. osniva se Cetinjski podsavez). Podsavez u godini 1929. ima 22, a 1938. godine 28 verificiranih klubova i 10 nogometnih igrališta.
U ratnom kaosu 2. svjetskog rata zamire svaka športska aktivnost, tako se i sam Splitski nogometni podsavez gasi. 

### SNP iza Drugog svjetskog rata
U kolovozu 1948. g. osnovan je Nogometni centar za oblast Dalmacije i Like kojemu je predsjednik bio Josip Košta, a tajnik Leo Lemešić.
Godina 1949. značajna je jer je prvi put poslije rata formiran neki sportski forum isključivo nogometnog karaktera. Bio je to Oblasni odbor Nogometnog saveza Hrvatske za Dalmaciju, a osnovan je 25. rujna. 23 člana tog odbora izabrala su predsjednika Josipa Koštu, a za tajnika Lea Lemešića. Taj je forum preteča Splitskog nogometnog podsaveza.
Nogometni je savez Hrvatske 13. siječnja 1952. g. donio odluku o ukidanju oblasnih nogometnih odbora i osnivanju nogometnih podsaveza u Hrvatskoj. Nakon opsežnih priprema, 24. veljače, održana je osnivačka skupština Splitskog nogometnog podsaveza. Ovlast tog novoosnovanog foruma protezala se na cijelu Dalmaciju. Izabran je i Izvršni odbor od 11 članova, a za prvog predsjednika Podsaveza biran je Petar Rončević.
Godišnja skupština SNP-a 1959. g. održana je 22. ožujka. Na njoj je donesena važna odluka da se osnuju podsavezi u Dubrovniku, Šibeniku i Zadru. Tako je područje SNP-a otad obuhvaćalo općine Split, Sinj, Trogir, Imotski, Omiš, Brač, Hvar i Vis.
U ožujku 1969. g. održana je skupština SNP-a. Na skupštini je donesena odluka o promjeni naziva u Nogometni savez općine Split, kojem će gravitirati klubovi s područja Splita, Sinja, Trogira, Imotskog, Omiša, Brača, Hvara i Visa. Usporedo s tim, istaknuta je potreba da se osnuje nogometni savez za područje Dalmacije. Takav je i osnovan 23. lipnja 1969. g. Za predsjednika je izabran Dinko Bilač, za potpredsjednike Tomislav Vladić i Luka Majstorović, za tajnika Ivo Svalina, dok su članovi rukovodstva Saveza bili Ivo Mrčić, Zdravko Arapović, Ivo Tadić, Božo Bakotić i Ivo Eterović. U novi Izvršni odbor Nogometnog saveza općine Split izabrani su: Ivo Mrčić, Ivo Svalina, Dinko Bilač,Ivo Eterović, Ivo Tadić, Srećko Čudina, Vlado Rađa i Zlatko Bošnjak.
Nogometni savez općine Split obilježio je 20. veljače 1970. g. zlatni jubilej – 50 godina postojanja (1920. – 1970.). U povodu toga je održana svečana sjednica NSO-a Split na kojoj je, ukazom predsjednika Jugoslavije, odlikovano 56 sportskih djelatnika, među njima Frane Matošić, Luka Kaliterna i Leo Lemešić. Predsjednikom Saveza postaje Zdravko Arapović.
Skupština NSO-a Split je 28. siječnja 1978. g. usvojila novi statut i pravilnik o organizaciji i radu Saveza i njegovih organa. Skupština je istaknula zadatak da se poradi na osnivanju nogometnih odbora u općinama: Trogir, Sinj, Imotski, Brač, Omiš, Hvar i Vis.

### U samostalnoj Hrvatskoj
Na sjednici Skupštine NSO-a Split koja je održana 18. studenoga 1994. u prostorijama Gradskog stadiona u Poljudu prihvaćen je prijedlog statuta Nogometnog saveza županije Splitsko-dalmatinske. Na ovoj Skupštini za predsjednika NSŽSD-a izabran je Vedran Rožić, a za dopredsjednika Ivica Mladineo. Za članove Izvršnog odbora birani su: Blaž Karlović, Damir Todorić, Josip Romac, Ante Balić, Vinko Zulim, Ivo Bućan, Branko Grgić, Fredi Fiorentini i Mijo Radan.

## Predsjednici SNP između dva svjetska rata
1.  1920. – 1921. Vladimir Šore 

2.  1921. – 1922. Fabjan Kaliterna 

3.  1922. – 1928. Bogomil Doležal 

4.  1928. – 1933. Milivoj Dobrić 

5.  1933. – 1934. Fabjan Kaliterna 

6.  1934. – 1935. Ivan Ivačić 

7.  1935. – 1939. Petar Nisiteo 

8.  1939. – 1940. Miko Milić 

9.  1940. – 1941. Mihovil Pilić 

10. 1941.     ?. Ernest Heckman 

## Unutarnje poveznice
- Splitska nogometna reprezentacija
- Pokal SNP-a

## Vanjske poveznice
- nszsd.hr, Nogometni savez Splitsko-dalmatinske županije, povijest saveza, pristupljeno 19. veljače 2017.
- nszsd.hr, Povijest Nogometnog saveza Split, preuzeto 19. veljače 2017.
- Nogometni savez županije Splitsko-dalmatinske na stranicama Hrvatskog nogometnog saveza
- Nogometni savez županije Splitsko-dalmatinske na Facebooku